# Immunologie

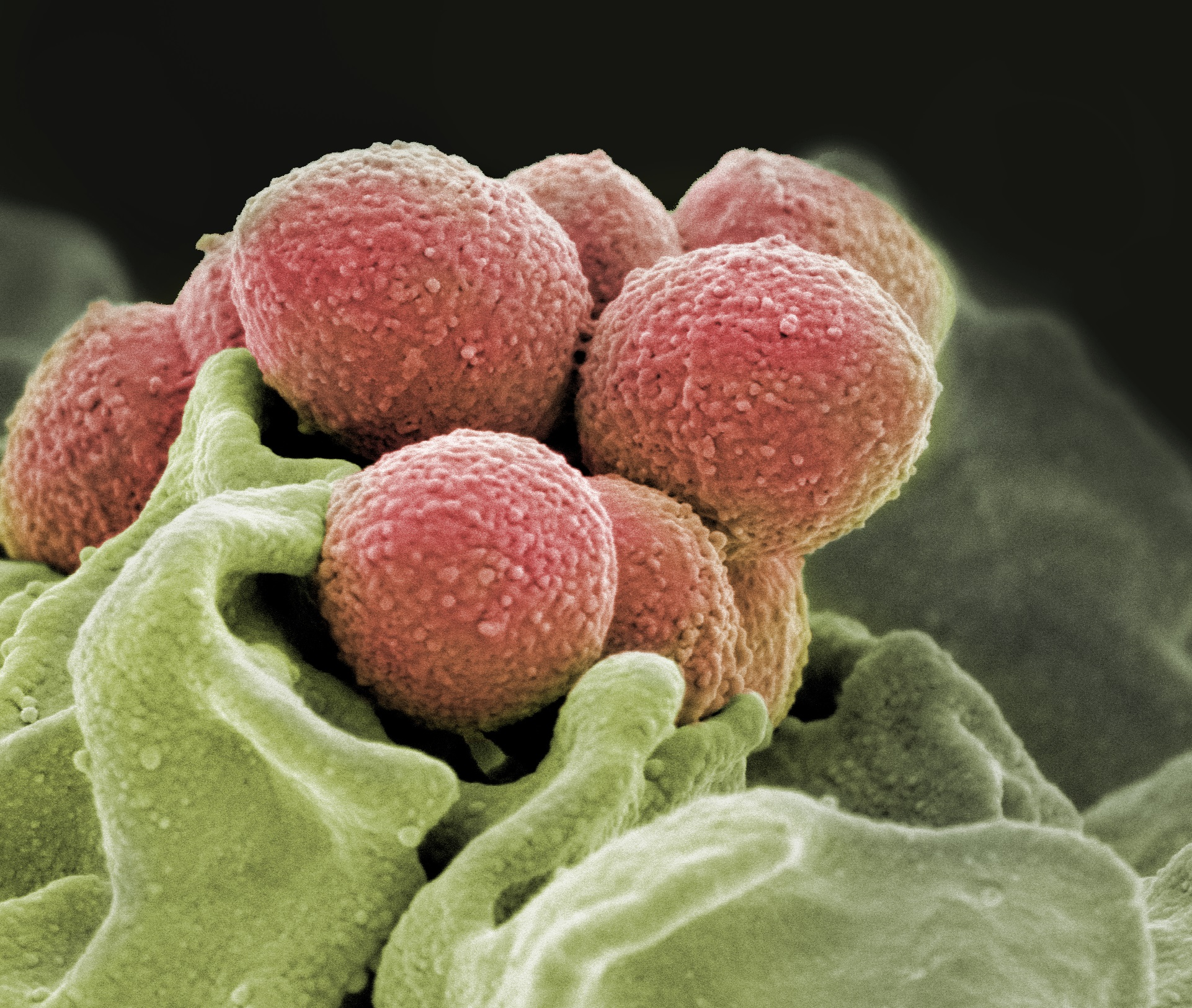
Elektronenmicroscopische opname van streptokokken (rood) die door een immuuncel (geel) worden gefagocyteerd

Immunologie of immuniteitsleer is de wetenschap die zich bezighoudt met het immuunsysteem. De immunologie bestudeert de mechanismen die levende wezens, zoals mensen en dieren, gebruiken om zich te verweren tegen lichaamsvreemde ziekteverwekkers, zoals bacteriën of virussen.
Het immuunsysteem maakt voor zijn verschillende taken gebruik van veel verschillende cellen, eiwitten en signaalmoleculen. Een belangrijk deel van de immunologie is gericht op het begrijpen van de moleculaire processen en cellulaire interacties die nodig zijn om ziekteverwekkers te herkennen, uit te schakelen en op te ruimen. Modern immunologisch onderzoek vindt plaats aan de hand van technieken als celculturen, immunoassays, ELISA's en flowcytometrie.
Er zijn diverse deelgebieden in de immunologie. De cellulaire en humorale immunologie richten zich respectievelijk op de rol van immuuncellen en antistoffen in afweerreacties. Tumorimmunologie en vaccinologie passen immunologische principes toe op kankerbestrijding en de ontwikkeling van vaccins. De klinische immunologie bestudeert stoornissen van het menselijke immuunsysteem. Deze treden bijvoorbeeld op in het geval van allergieën, immuundeficiënties, bij auto-immuunziekten en bij afstoting van een getransplanteerd orgaan.

## Geschiedenis
Eli Metchnikoff en Paul Ehrlich worden beschouwd als de grondleggers van de moderne immunologie. Zij hebben belangrijk werk verricht in respectievelijk fagocytose en de humorale afweer. Beide ontvingen voor hun ontdekkingen de Nobelprijs in 1908. De moderne immunologie als wetenschapsdiscipline is voornamelijk gericht op het immuunsysteem van de mens. Hoewel ook ongewervelde dieren, planten en andere levensvormen complexe afweersystemen bezitten, is de kennis hierover relatief beperkt. Historisch gezien kent de immunologische wetenschap een belangrijke overlap met geneeskunde: veel aandacht gaat uit naar het verklaren van stoornissen van de afweer, hoe deze werken en te behandelen zijn.

## Basisprincipes
Het lichaam van dieren wordt in de eerste plaats beschermd tegen infectie door fysieke barrières, zoals epitheelweefsels en slijmvliezen. Een ziekteverwekker die deze barrières toch doorbreekt, komt in aanraking met het aangeboren immuunsysteem, dat een onmiddellijke, maar aspecifieke respons in gang zet. De ziekteverwekker wordt bijvoorbeeld door witte bloedcellen opgenomen en verteerd of middels een ontstekingsreactie in zijn groei geremd. Aangeboren immuuncellen komen snel in actie, maar de respons is vaak kortdurend. Terwijl het aangeboren immuunsysteem de infectie onder controle probeert de houden, brengt deze (bij gewervelden) een tweede lijn van afweer op gang: het verworven immuunsysteem.
Het verworven immuunsysteem bestaat uit speciale witte bloedcellen die men T- en B-lymfocyten noemt. Deze cellen bezitten speciale receptoren op hun membraan, waarmee zij op een uiterst specifieke manier ziekteverwekkers herkennen en daarop reageren. Na herkenning beginnen de cellen zich in hoog tempo te delen en te differentiëren, zodat de ziekteverwekker overal in het lichaam doeltreffend wordt bestreden, bijvoorbeeld via antilichamen of cytotoxische mechanismen. Sommige cellen blijven na afloop nog lange tijd aanwezig in het bloed, teneinde herhaling van dezelfde infectie te voorkomen – een immunologisch geheugen.
Het verworven immuunsysteem herkent specifieke structurele details van micro-organismen, zogenaamde antigenen. Antigenen zijn vaak specifiek voor een bepaald micro-organisme. Meestal komen ze voor op het oppervlak van de ziekteverwekker (zoals de capside-eiwitten van een virus). Hoewel het immuunsysteem primair gericht is op de bestrijding van ziekteverwekkers, speelt het ook een grote rol bij de afweer tegen kankercellen. Een tak van de immunologie, tumorimmunologie, houdt zich bezig met de wisselwerking van het immuunsysteem met kankercellen.

## Laboratoriumtoepassingen
In een immunologisch laboratorium wordt onderzoek gedaan naar diverse aspecten van het immuunsysteem. Gedacht moet worden aan:
- Antigeen-antistofinteracties
- Cellulaire immuniteit
- Humorale immuniteit.

## Klinische immunologie
De klinische immunologie houdt zich bezig met:
- Autoantistoffen
- Bindweefselziekten en vasculitis
- Hartziekten
- Hematologische ziekten
- Hemolytische ziekten en cytopenieën
- Huidziekten
- Immunodeficienties
- Immunofarmacologie
- Maag-darmziekten
- Neurologische ziekten
- Nierziekten
- Oogziekten
- Reproductie-immunologie
- Respiratoire ziekten
- Stofwisselingsziekten
- Transplantatie-immunologie
- Tumorimmunologie
- Vaccinaties
- Ziekten van spieren en botten